# Mal Regen und mal Sonnenschein
Mal Regen und mal Sonnenschein ist ein Kinderbuch von Siegfried Linke, das von ihm geschrieben und illustriert wurde. Die Idee stammt von Alfred Könner.
Das Buch erschien 1978 in der ersten Auflage im Altberliner Verlag in der Schlüsselbuch-Reihe.

## Inhalt
In dem Buch wird die Entstehung des Wetters auf sechs Doppelseiten beschrieben. Auf die illustrierten Doppelseiten folgt jeweils eine Doppelseite, auf der in kleineren Abbildungen die Entstehung des jeweiligen Wetterphänomens erklärt oder weiterführende Informationen bereitgestellt werden.
Die erste illustrierte Doppelseite sowie die dazugehörigen Erläuterungsseiten zeigen die unterschiedlichen Wolkenarten und gehen dabei auf Schäfchen-, Haufen- und Federwolken ein. Die nächste Doppelseite zeigt ein Gewitter über einer Stadt. Auf der folgenden Seite wird das Aufziehen von Gewitterwolken in einer Stadt dargestellt. Es folgt eine Doppelseite mit Regen in der Stadt, im Mittelpunkt der Zeichnung stehen zwei Kinder, die im Regen von einem Schirm geschützt über eine Brücke laufen. Auf der folgenden Erläuterungsseite wird der Wasserkreislauf gezeigt. Auf der nächsten Doppelseite wird Nebel dargestellt, Thema des Bildes sind zwei Angler in einem Boot auf einem kleinen See. Auf der folgenden Seite werden die Entstehung von Nebel sowie Smog erklärt. Die beiden letzten illustrierten Doppelseiten zeigen den Winter, zum einen als verschneite Waldlandschaft mit Wildschweinen, zum anderen mit Kindern, die im Schnee spielen. Erklärt werden Eisblumen und die Entstehung von Tau und Reif sowie das Entstehen und Aussehen von Schneeflocken.
Auf den beiden Buchdeckelinnenseiten werden die Wetterarten und Windstärken mit Bildern und Symbolen gezeigt.